# コーリー・アンダーソン
コーリー・アンダーソン（Corey Anderson、1989年9月22日 - ）は、アメリカ合衆国の男性総合格闘家。イリノイ州ロックフォード出身。ヘンゾ・グレイシー・アカデミー所属。現Bellator世界ライトヘビー級王者。 The Ultimate Fighter 19ライトヘビー級トーナメント優勝。

## 来歴
ウィスコンシン大学ホワイトウォーター校時代はレスリングのNCAAディビジョン3で準優勝した。大学卒業後にベン・アスクレンの勧めで総合格闘技を始め、2013年にプロデビュー。

### TUF
2014年、リアリティ番組「The Ultimate Fighter」のシーズン19に参加。フランク・エドガー率いるチーム・エドガーに所属。ライトヘビー級トーナメント1回戦でジョシュ・クラークと対戦し、2-0の判定勝ち。準決勝でパトリック・ウォルシュと対戦し、3-0の判定勝ち。決勝進出を果たした。
2014年7月6日、The Ultimate Fighter 19 Finaleのライトヘビー級トーナメント決勝でマット・ヴァン・バーレンと対戦し、パウンドで1RTKO勝ち。トーナメント優勝を果たした。

### UFC
2014年12月6日、UFC本戦初出場となったUFC 181でジャスティン・ジョーンズと対戦し、3-0の判定勝ち。
2015年4月18日、UFC on FOX 15でジアン・ヴィランテと対戦し、スタンドパンチ連打で3RTKO負け。敗れはしたものの、ファイト・オブ・ザ・ナイトを受賞した。
2015年9月5日、UFC 191でライトヘビー級ランキング12位のヤン・ブラホヴィッチと対戦し、3-0の判定勝ち。
2015年11月7日、UFC Fight Night: Belfort vs. Henderson 3でライトヘビー級ランキング12位のファビオ・マルドナドと対戦し、3-0の判定勝ち。
2016年5月14日、UFC 198でライトヘビー級ランキング8位のマウリシオ・ショーグンと対戦し、1-2の判定負け。海外のMMAメディアサイトの採点では21人中17人の記者がアンダーソンの勝利を支持した。
2017年3月18日、UFC Fight Night: Manuwa vs. Andersonでライトヘビー級ランキング4位のジミ・マヌワと対戦し、左フックで1RKO負け。
2017年11月4日、UFC 217でライトヘビー級ランキング6位のオヴィンス・サンプルーと対戦し、左ハイキックで3RKO負け。
2018年4月21日、UFC Fight Night: Barboza vs. Leeでライトヘビー級ランキング11位のパトリック・カミンズと対戦し、3-0の判定勝ち。
2018年7月22日、UFC Fight Night: Shogun vs. Smithでライトヘビー級ランキング3位のグローバー・テイシェイラと対戦し、3-0の判定勝ち。
2018年12月29日、UFC 232でライトヘビー級ランキング5位のイリル・ラティフィと対戦し、3-0の判定勝ち。
2019年11月2日、UFC 244でライトヘビー級ランキング11位のジョニー・ウォーカーと対戦し、右ストレートで1RTKO勝ち。パフォーマンス・オブ・ザ・ナイトを受賞したが、試合をストップしたレフェリーを押し退けてウォーカーに罵声を浴びせたため、ニューヨーク州アスレチック・コミッション（NYSAC）は「スポーツマンシップに反する無秩序な行為」としてアンダーソンに1万ドルの罰金を科した。
2020年2月15日、UFC Fight Night: Anderson vs. Błachowicz 2でライトヘビー級ランキング6位のヤン・ブラホヴィッチと再戦し、右フックで1RKO負け。リベンジを許した。試合後、UFCとの契約が残っていたがリリースを要求して認められ、UFCを離脱した。その後、自身のブランドであるビースティン 25/8をスポンサーに出来ることなどを考慮してBellatorに移籍した。

### Bellator
2020年11月5日、Bellator初参戦となったBellator 251でメルヴィン・マヌーフと対戦し、グラウンドの肘打ちで2RTKO勝ち。
2021年4月9日、Bellator 257のBellatorライトヘビー級ワールドグランプリ1回戦でドブレジャン・ヤシムラドフと再戦し、パウンドで3RTKO勝ち。グランプリ準決勝進出を果たした。
2021年10月16日、Bellator 268のBellatorライトヘビー級ワールドグランプリ準決勝でライトヘビー級ランキング1位のライアン・ベイダーと対戦し、右フックでダウンを奪いパウンドで開始51秒のTKO勝ち。グランプリ決勝進出を果たした。
2022年4月15日、Bellator 277のライトヘビー級ワールドグランプリ決勝として行われたBellator世界ライトヘビー級タイトルマッチで王者ワジム・ネムコフと対戦。テイクダウンを奪いグラウンドの攻防で優勢に試合を進める中、3R終盤に偶発的なバッティングでネムコフが左眉をカットし続行不可能となったためノーコンテストに終わった。
2022年11月17日、Bellator 288のライトヘビー級ワールドグランプリ決勝として行われたBellator世界ライトヘビー級タイトルマッチで王者ワジム・ネムコフと再戦し、0-3の5R判定負け。王座獲得に失敗し、グランプリ準優勝に終わった。

## 人物・エピソード
- 既婚者であり、白人女性との間に一児を設けている。

## 戦績
| 総合格闘技 戦績 | 総合格闘技 戦績 | 総合格闘技 戦績 | 総合格闘技 戦績 | 総合格闘技 戦績 | 総合格闘技 戦績 | 総合格闘技 戦績 |
| --------------- | --------------- | --------------- | --------------- | --------------- | --------------- | --------------- |
| 25 試合         | (T)KO           | 一本            | 判定            | その他          | 引き分け        | 無効試合        |
| 19 勝           | 9               | 0               | 10              | 0               | 0               | 1               |
| 6 敗            | 4               | 0               | 2               | 0               | 0               | 1               |

| 勝敗 | 対戦相手                   | 試合結果                                       | 大会名 | 開催年月日     |
| ○    | デニス・ゴルツォフ         | 2R 3:28 TKO（パウンド）                        | PFL Africa 1: Cape Town 2025                                                                                                  | 2025年7月19日  |
| ○    | カール・ムーア             | 5分5R終了 判定3-0                              | Bellator 302: Anderson vs. Moore 【Bellator世界ライトヘビー級王座決定戦】                                                     | 2024年3月22日  |
| ○    | フィル・デイヴィス         | 5分3R終了 判定2-1                              | Bellator 297：Nemkov vs. Romero                                                                                               | 2023年6月16日  |
| ×    | ワジム・ネムコフ           | 5分5R終了 判定0-3                              | Bellator 288：Nemkov vs. Anderson 2 【Bellator世界ライトヘビー級タイトルマッチ/Bellatorライトヘビー級ワールドグランプリ決勝】 | 2022年11月18日 |
| －   | ワジム・ネムコフ           | 3R 4:57 ノーコンテスト（偶発的なバッティング） | Bellator 277: McKee vs. Pitbull 2 【Bellator世界ライトヘビー級タイトルマッチ/Bellatorライトヘビー級ワールドグランプリ決勝】   | 2022年4月15日  |
| ○    | ライアン・ベイダー         | 1R 0:51 TKO（右フック→パウンド）               | Bellator 268: Nemkov vs. Anglickas 【Bellatorライトヘビー級ワールドグランプリ準決勝】                                         | 2021年10月16日 |
| ○    | ドブレジャン・ヤシムラドフ | 3R 2:15 TKO（パウンド）                        | Bellator 257: Nemkov vs. Davis 2 【Bellatorライトヘビー級ワールドグランプリ1回戦】                                            | 2021年4月16日  |
| ○    | メルヴィン・マヌーフ       | 2R 2:34 TKO（グラウンドの肘打ち）              | Bellator 251: Manhoef vs. Anderson                                                                                            | 2020年11月5日  |
| ×    | ヤン・ブラホヴィッチ       | 1R 3:08 KO（右フック）                         | UFC Fight Night: Anderson vs. Błachowicz 2                                                                                    | 2020年2月15日  |
| ○    | ジョニー・ウォーカー       | 1R 2:07 TKO（右ストレート）                    | UFC 244: Masvidal vs. Diaz | 2019年11月2日  |
| ○    | イリル・ラティフィ         | 5分3R終了 判定3-0                              | UFC 232: Jones vs. Gustafsson 2                                                                                               | 2018年12月29日 |
| ○    | グローバー・テイシェイラ   | 5分3R終了 判定3-0                              | UFC Fight Night: Shogun vs. Smith                                                                                             | 2018年7月22日  |
| ○    | パトリック・カミンズ       | 5分3R終了 判定3-0                              | UFC Fight Night: Barboza vs. Lee                                                                                              | 2018年4月21日  |
| ×    | オヴィンス・サンプルー     | 3R 1:25 KO（左ハイキック）                     | UFC 217: Bisping vs. St-Pierre                                                                                                | 2017年11月4日  |
| ×    | ジミ・マヌワ               | 1R 3:05 KO（左フック）                         | UFC Fight Night: Manuwa vs. Anderson                                                                                          | 2017年3月18日  |
| ○    | ショーン・オコンネル       | 2R 2:36 TKO（マウントパンチ）                  | UFC Fight Night: Lewis vs. Abdurakhimov                                                                                       | 2016年12月9日  |
| ×    | マウリシオ・ショーグン     | 5分3R終了 判定1-2                              | UFC 198: Werdum vs. Miocic | 2016年5月14日  |
| ○    | トム・ローラー             | 5分3R終了 判定3-0                              | UFC 196: McGregor vs. Diaz | 2016年3月5日   |
| ○    | ファビオ・マルドナド       | 5分3R終了 判定3-0                              | UFC Fight Night: Belfort vs. Henderson 3                                                                                      | 2015年11月7日  |
| ○    | ヤン・ブラホヴィッチ       | 5分3R終了 判定3-0                              | UFC 191: Johnson vs. Dodson 2                                                                                                 | 2015年9月5日   |
| ×    | ジアン・ヴィランテ         | 3R 4:18 TKO（スタンドパンチ連打）              | UFC on FOX 15: Machida vs. Rockhold                                                                                           | 2015年4月18日  |
| ○    | ジャスティン・ジョーンズ   | 5分3R終了 判定3-0                              | UFC 181: Hendricks vs. Lawler 2                                                                                               | 2014年12月6日  |
| ○    | マット・ヴァン・バーレン   | 1R 1:01 TKO（パウンド）                        | The Ultimate Fighter 19 Finale 【ライトヘビー級トーナメント 決勝】                                                            | 2014年7月6日   |
| ○    | スティーブン・フラナガン   | 1R 3:03 TKO（パンチ連打）                      | MMA Xtreme: Fists Will Fly | 2013年8月24日  |
| ○    | マイロン・デニス           | 5分5R終了 判定3-0                              | XFL: Vengeance 【XFLライトヘビー級王座決定戦】                                                                                | 2013年7月28日  |
| ○    | JR・ブリオネス             | 1R 3:01 TKO（パンチ連打）                      | NAFC: Battleground | 2013年3月29日  |

## 獲得タイトル
- XFLライトヘビー級王座（2013年）
- The Ultimate Fighter 19 ライトヘビー級トーナメント 優勝（2014年）
- 第8代Bellator世界ライトヘビー級王座（2024年）

## 表彰
- ブラジリアン柔術 紫帯
- UFC ファイト・オブ・ザ・ナイト（1回）
- UFC パフォーマンス・オブ・ザ・ナイト（1回）